# Guatteria hyposericea
Guatteria hyposericea este o specie de plante angiosperme din genul Guatteria, familia Annonaceae, descrisă de Friedrich Ludwig Diels. Conform Catalogue of Life specia Guatteria hyposericea nu are subspecii cunoscute.